# Image
Pour les articles homonymes, voir Image (homonymie).
Une image est une représentation visuelle, voire mentale, de quelque chose (objet, être vivant ou concept).  
Elle peut être naturelle (ombre, reflet) ou artificielle (sculpture, peinture, photographie), visuelle ou non, tangible ou conceptuelle (métaphore), elle peut entretenir un rapport de ressemblance directe avec son modèle ou au contraire y être liée par un rapport plus symbolique. 
Pour la sémiologie ou sémiotique, qui a développé tout un secteur de sémiotique visuelle, l'image est conçue comme produite par un langage spécifique.
Platon donne une des plus anciennes définitions de l'image : « J'appelle image d'abord les ombres ensuite les reflets qu'on voit dans les eaux, ou à la surface des corps opaques, polis et brillants et toutes les représentations de ce genre. »
Le mot image en français vient du latin imago, qui désignait autrefois les masques mortuaires.

## Qu'est ce qu'une image?
« Image : nom féminin. Représentation d’un être ou d’une chose par les arts graphiques ou plastiques, la photographie, le film, etc. ».

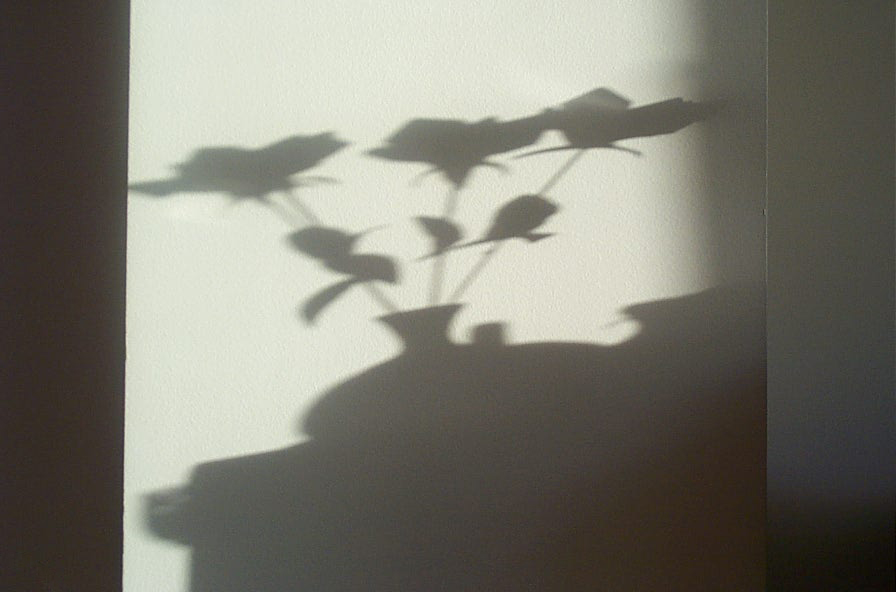
Métaphoriquement utilisée par Platon dans son « mythe de la caverne », l'ombre portée, une image naturelle, est différente de l'original (ici, on supposera un bouquet en un vase posé sur un meuble).

L’image se définirait comme une représentation ou une reproduction de quelque chose. Elle vient du latin « imago » qui désignait une sorte de masque moulé, à partir de cire d'abeille, sur le visage d’une personne morte afin d'en conserver les traits, comme d'un portrait, et d'en produire éventuellement un moulage.

Selon l'essayiste Olivier Boulnois : 

« Qu'entend-on par image ? Dans le monde romain, l'imago désignait un portrait de l'ancêtre en cire, placé dans l'atrium et porté aux funérailles. Le droit d'images, réservé aux personnes nobles, leur permettait d'établir et de conserver leur lignage. Étymologiquement, l'image figure donc le portrait d'un mort. L'image est le langage commun de l'humanité. Elle apparaît sur les voûtes des grottes préhistoriques bien avant que l'homme songe à édifier des temples et des tombeaux. Des millénaires la séparent de l'écriture, projection abstraite de la pensée. L'image abolit le temps et l'espace. Elle est lecture instantanée et présence immédiate du monde. À travers elle l'homme se reconnaît ; pourtant sa richesse est ambiguë et son pouvoir d'aliénation extrême. L'image sert de vérité. Elle s'offre à tous et se refuse à chacun. La mythologie moderne consacre le règne de l'image. Pour mieux imposer ses fables et ses slogans, elle révoque l'esprit qui anime la lettre (la publicité, aujourd'hui, fait de la lettre une image) »

On peut distinguer deux types d’images :
- les images fixes : photographies, bandes dessinées, affiches, panneaux publicitaires…
- les images animées ou mouvantes : films, émissions, reportages…

Il convient tout d'abord de distinguer les images mentales des images perceptives.

### Les images dites «mentales»
Elles correspondent à des représentations de nature consciente ou inconsciente, résultant du phénomène subjectif de perception, selon une dimension individuelle ou collective :
- l'image naturelle, qui selon Platon était la seule à avoir un intérêt philosophique : ombre, reflet.
- l'image psychique correspond à une métaphore, une représentation mentale, un rêve, une imagination, etc.
- l'image sociale résulte d'une impression forgée par l'opinion d'un groupe restreint ou d'une foule.
- l'image historique ou liée à la mémoire est la trace laissée aux générations suivantes d'un personnage ou d'un évènement.

### Les images dites «artificielles»
L'image artificielle peut être :
- enregistrée à partir du réel : photographie, vidéo, radiographie, etc.
- fabriquée à partir d'une construction ou d'une restitution du réel : dessin, peinture, image de synthèse, etc.

On peut distinguer sept types d'images : 
- la vision naturelle : image unique + vision unique ;
- peinture-dessin : image unique (non reproductible) + vision multiple ;
- affiche-photographie : reproductibilité + vision multiple ;
- cinéma-vidéo : reproductibilité + vision multiple + mouvement ;
- télévision : reproductibilité + vision multiple + mouvement + transmission instantanée ;
- image numérique internet : reproductibilité + vision multiple + mouvement + transmission instantanée + interactivité.

### Les types de représentation
Certaines images entretiennent un rapport analogique avec ce qu'elles représentent. C'est le cas d'un dessin ou d'une photographie qui ressemble (par exemple visuellement) à leur sujet.
 
Certaines représentations entretiennent un rapport direct avec leur objet, mais sans ressemblance physique, comme un organigramme d'entreprise ou le schéma d'un montage électronique.
 
Les images métaphoriques procèdent par comparaison : lorsque l'on dit « cette femme est une vipère » ou « cet homme est un chacal », les affirmations ne sont pas entendues de manière littérale mais impliquent une comparaison entre des personnes et, dans ce cas, des animaux, suivant les qualités que l'on prête de manière conventionnelle à ces animaux.

D'autres images forcent le trait de certaines caractéristiques : il peut s'agir de caricature, de représentations arrangées (Imagerie d'Épinal).
En optique géométrique, une image d'un objet est le lieu de convergence des rayons issus d'un même point (image réelle) ou le lieu d'où semblent provenir les rayons après la traversée d'un système optique (image virtuelle). La projection sur un écran est un cas de visualisation d'une image réelle, l'observation d'un texte à travers une loupe est l'exemple de visualisation d'une image virtuelle. La notion d'image optique est liée à la propriété de stigmatisme.
En marketing, l'image de marque est la représentation favorable que se donne, vis-à-vis du public, une firme, une institution, une personnalité.

## Culture de l'image / Culture de la parole
En raison de l'influence remarquable de l'audio-visuel dans la vie moderne, les sociétés et en particulier les sociétés occidentales ont tendance à accorder une primauté de l'image dans le domaine de la communication.
 C'est ce qui a fait dire à Régis Debray ("Manifestes médiologiques") qu'Hollywood est né à Byzance, parce que la civilisation de l'image ainsi instaurée aboutit à notre « médiacratie » moderne.
Le phénomène de la prolifération exponentielle des images et de leur accumulation dans une culture du tout-écran a conduit depuis les années 1980 les historiens et historiens d'art à réfléchir à la question des sources et des limites de leurs disciplines, les pédagogues au besoin de repères. Ainsi s'est créée, sous l'impulsion de Laurent Gervereau, fondateur en 1992 du groupe pluridisciplinaire L'Image, l'Histoire du visuel (concernant la production visuelle humaine de la Préhistoire à aujourd'hui), incluant l'histoire de l'art et ses spécificités.
- La locution une image vaut mille mots illustre la dimension positive du phénomène de l'image. Spontanément, l'image véhicule un caractère d'objectivité : «On croit davantage à ce que l'on voit».
- Mais que voit-on ? L'instantanéité de la perception n'épuise pas la totalité de ce que l'on peut percevoir du passé et surtout du futur.
 L'image n'est qu'un reflet, qui peut être un reflet construit, un décor de théâtre, une mise en scène.
- Combien d'images valent un mot ? Dans les sociétés plus anciennes, tenir parole est important car la parole relie les êtres humains entre eux à travers les serments, les principes, les obligations, les contrats et les devoirs conjugaux.

## Dans l'histoire et en religion

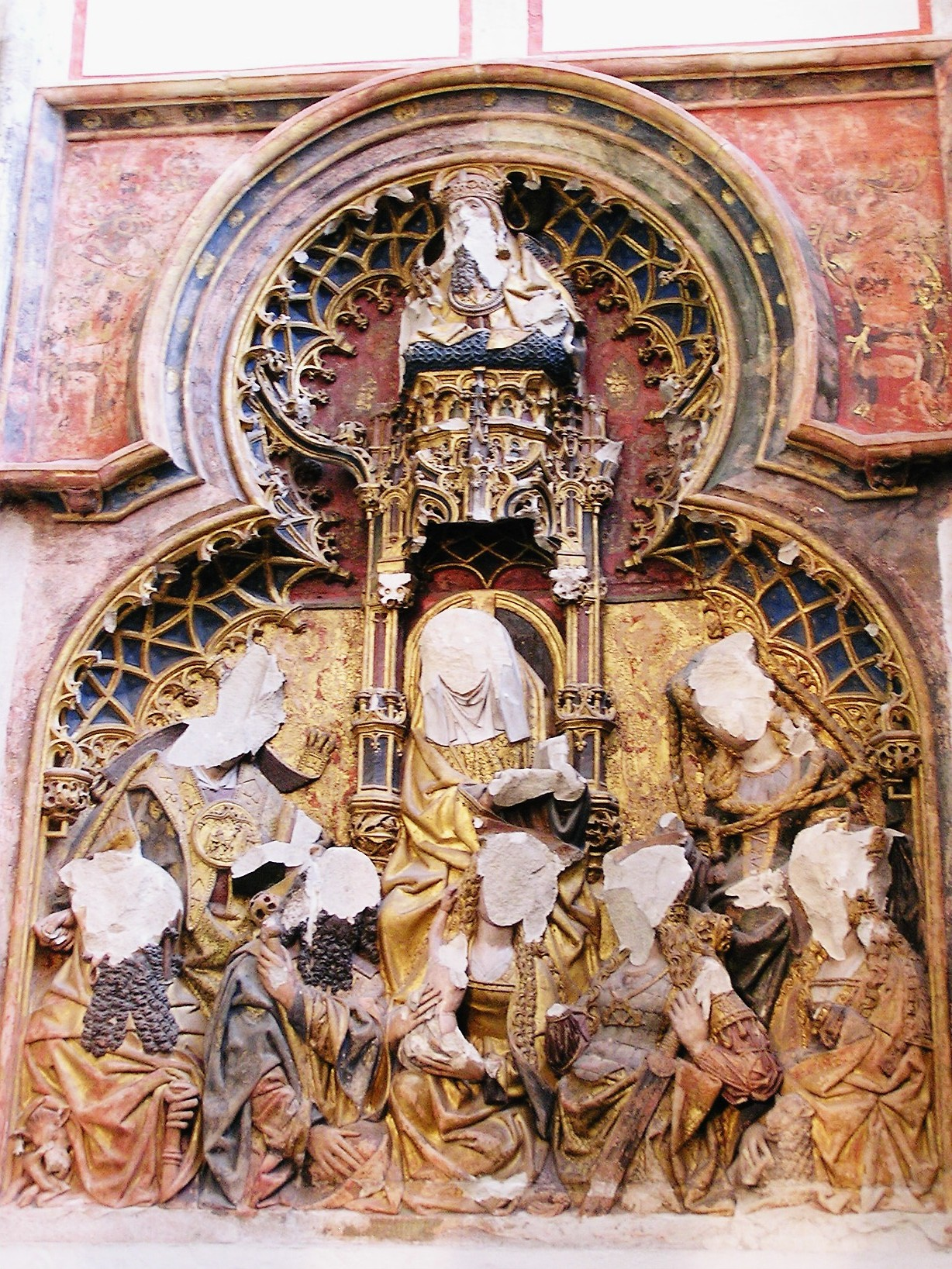
Plusieurs périodes d'iconoclasme religieux ou politique ont marqué l'histoire de l'art et de la pensée. Aujourd'hui, l'image en tant qu'œuvre de création est aussi protégée par le droit (via la Convention de Berne pour la protection des œuvres littéraires et artistiques en Europe), à des fins notamment commerciales, y compris post-mortem.

### Les premières images
Partout à travers le monde l'homme a laissé les traces de ses facultés imaginatives sous forme de dessins sur les rochers, qui vont des temps les plus anciens du paléolithique à l'époque moderne. Ces dessins étaient destinés à communiquer des messages. Ces figures, dessinées, peintes, gravées ou taillées représentent les premiers moyens de la communication humaine. On les considèrent comme des images dans la mesure où elles imitent, en les schématisant visuellement, les personnes et les objets du monde réel. On pense que ces premières images pouvaient avoir aussi des relations avec la magie et la religion.

### Quels sont les liens entre Dieu et l'image?
L'interdiction faite dans la Bible ou le Coran de fabriquer des images et de se prosterner devant elle (troisième commandement) renvoie l'image au statut de la personne et particulièrement à celui de la Divinité. La querelle des images a secoué l'Occident du IVe au VIIe siècle de notre ère, en opposant «iconophiles» et «iconoclastes». Elle renvoie au questionnement sur la nature divine ou non de l'image.
- pour les uns, la religion monothéiste doit combattre les images des autres dieux.
- pour les autres, Dieu est celui qui - par excellence- ne se représente pas et ne peut être limité dans le cadre d'une quelconque représentation, même symbolique, car Dieu ne peut être qu'un mystère à contempler et à découvrir sans cesse.
- Dans la religion chrétienne, dans ses branches catholiques et orthodoxes, l'image tient une place importante  : en effet, après quelques périodes d'iconoclasme virulent, l'image est définitivement autorisée par le concile de Nicée. La raison en est simple : si Dieu s'est incarné, alors rien ne s'oppose à ce qu'on représente ce qu'il a lui-même voulu rendre visible.

 « Nous rappelons que dans la religion chrétienne "Dieu créa l'homme à son image". Ce terme d'image, fondateur ici, n'évoque plus une représentation visuelle, mais une ressemblance. L'homme-image d'une perfection absolue, pour la culture judéo-chrétienne, rejoint le monde visible de Platon, ombre, « image » du monde idéal et intelligible au fondement de la philosophie occidentale. Du mythe de la caverne à la bible, nous avons appris que nous sommes nous même des images, des êtres ressemblant au beau, au bien et au sacré.  »
- La religion protestante dans sa relation avec la divinité, préfère la lecture des textes sacrés à celle de l'image (Ajouter qu'il y a eu un iconoclasme protestant, spéc. calviniste[8].
- L'Islam, s'appuie sur l'interdiction de l'idolâtrie par le Coran et promeut un aniconisme plus ou moins sévère.

## Les «images et sources anciennes»
Parmi les sources indispensables aux restaurateurs, il faut inclure les traités de techniques architecturales des hommes de l’art. Les inventaires technologiques comme ceux de Végèce et Marcus Vitruvius Pollio, connu sous le nom de Vitruve sont certes indispensables. Les recherches architectoniques d’un Villard de Honnecourt au XIIIe siècle nous amènent ailleurs, dans la connaissance spécifique de l’architecture médiévale. La série est longue, depuis l’invention de l’imprimerie au XVe siècle, du fonds documentaire disponible. De nombreux ingénieurs se sont illustrés par leur apport technologique, leurs innovations et leur savoir-faire en laissant des ouvrages richement illustrés de leurs expériences et de leurs réflexions. Des publications en fac-similé et des expositions récentes ont mieux fait connaître les travaux des ingénieurs. Ils gagneraient à être mieux diffusés. La bibliographie est immense, disparate, partielle. On ne dispose pas encore d’une vraie synthèse globale et critique.
Quand on pense aux sources graphiques anciennes, on se remémore surtout les grandes séries romantiques comme celle de Geoffroy Engelmann (1788-1839). Après avoir appris la lithographie en 1813 chez Senefelder à Munich, il l’introduit en France en 1814. Il lance en 1820 la collection Voyages pittoresques et romantiques dans l’ancienne France sous la direction du baron Isidore Taylor, puis de Taylor et Charles Nodier (environ 70 volumes) illustré par J. Vernet et Alexandre-Évariste Fragonard, et d’autres artistes comme Ciceri, Isabey, Horace Vernet… L’élan était donné à de nombreuses autres séries comme « Le Moyen Âge monumental et Archéologique » de Hauser, aux éditions Lemercier à Paris 1841-1847, « Les Sites les plus renommés de France » par Jeannin, en 1840-42 et les nombreux guides itinéraires et géographies pittoresques, par exemple ceux d’Eusèbe Girault de Saint-Fargeau (chez Firmin-Didot, 100 livraisons de 1835 à 1838), Abel Hugo (« France pittoresque par département », 1830-35), Hippolyte-Jules Demolière, sous le pseudonyme "Moleri" (« Guide itinéraire » chez Hachette, 1855), Jules Verne (« Géographie illustrée » chez Hetzel, 1868)… qui ont suivi et qui sont de valeur inégale.
La revue L’Illustration (hebdomadaire illustré (1843-1944), créé sous la parenthèse « libérale » de la monarchie de Juillet, par le saint – simonien Édouard Charton) fournit une étonnante moisson d’aquarelles et de dessins. Tous ces guides récents font suite à des séries commencées dès la fin du XVIe siècle, notamment par Munster et Hogenberg, puis au XVIIe siècle entre autres par Merian et ses fils qui ont largement puisé dans tous les fonds documentaires européens de l’époque ; nous y reviendrons plus loin. Il est hors de propos de citer ici tous les inventaires des dessinateurs romantiques. Les inventaires régionaux notamment sont innombrables. Une place à part doit être faite cependant à Arcisse de Caumont. Les gravures sur bois et sur métal qu’il a réunies dans ses divers cours d’archéologie, dans le « Bulletin Monumental » de la Société française d'archéologie et dans les Congrès Archéologiques, ne sont pas de simples illustrations (ces collections se perpétuent avec le même sérieux de nos jours). Elles s’écartent délibérément de la déformation romantique et illustrent directement le propos du chercheur et du pédagogue. C’est le début de la modernité dans l’histoire de l’art architectural.
Lithographes et photographes ne sont pas des pionniers. Des époques antérieures, il subsiste autre chose que des archives éparses. Pour les monuments militaires, on connaît bien sûr les riches fonds des Archives de la guerre et leurs relevés remontant parfois au XVIe, en tout cas au XVIIe siècle. Pour les monuments religieux, on peut citer des ouvrages comme celui du père bénédictin Gabriel Bucelin. Durant ses voyages, il a réalisé un journal agrémenté de dessins d’abbayes. Les nombreuses aquarelles conservées généralement dans les musées nous donnent aussi un précieux état des lieux. L’imprimerie ne s’est pas contentée de reproduire les cartes des géographes. Elle s’est emparée tôt de longues séries de gravures présentant des villes, des monuments, mais aussi des événements, particulièrement les guerres qui agitaient l’Europe, et les ouvrages militaires qui en servaient d’épicentre. Parmi les ouvrages les plus précoces et les plus remarquables, on peut citer la Cosmographie de Sébastien Munster.
Dès le XVIe siècle, ces ouvrages se multiplient et bénéficient parfois du concours d’artistes renommés. Au XVIIe siècle, des éditeurs comme Merian lancent sur le marché de véritables guides des voyageurs, avec cartes et plans topographiques insistant sur le pittoresque et la beauté des monuments ; les images y prennent une place prépondérante et le texte n’est plus que commentaire. Les fortifications et les champs de bataille sont illustrés de façon précise en donnant des renseignements essentiels sur bien des monuments. Les représentations de châteaux princiers se retrouvent dès la fin du Moyen Âge dans certaines miniatures, comme dans Les Très Riches Heures du duc de Berry. L’imprimerie trouve un débouché privilégié par la publication de ces « Très excellentes demeures ».
Des initiatives sont prises aujourd'hui pour fournir une liste, la plus exhaustive possible, des Imagiers,,.

## Les «nouvelles images»
Les « nouvelles images »: c'est ainsi qu'on appelle les images de synthèse, produites sur ordinateur, et qui sont passées ces dernières années, de la représentation en trois dimensions à un standard de cinéma, le 35 mm, et que l'on peut maintenant voir sur les grands écrans haute définition. Des logiciels de plus en plus puissants et sophistiqués permettent de créer des univers virtuels et qui peuvent se donner comme tels, mais aussi truquer n'importe quelle image apparemment « réelle ». Toute image est désormais manipulable et peut perturber la distinction entre « réel » et visuel. Par exemple les jeux vidéo ou les simulateurs de vol.
La recherche porte ainsi sur la production d'images de synthèse restituant des bâtiments aujourd'hui disparus ainsi que les ensembles monumentaux, dans les différentes étapes de leur construction et restauration. Des images en 3 dimensions, destinées à être intégrées sous formes fixe et animée, dans les sites Internet produits par la Mission de la recherche et de la technologie ont été réalisées : Oppidum d'Entremont celto-ligure, sur la commune d'Aix-en-Provence ; il s'agissait de restituer une rue, une salle hypostyle ainsi qu'un bâtiment industriel. Ces documents compléteraient la documentation réunie pour le site Internet dans la collection « Grands sites archéologiques ». Cité de Carcassonne : une visite virtuelle de la cité actuelle, images illustrant la manière dont la restauration s'est faite, ainsi que les différentes étapes de la restauration conduite par Eugène Viollet-le-Duc et ses successeurs au XIXe siècle. Ce site fera partie du réseau européen de sites Internet « Moyen Âge réel, Moyen Âge imaginaire » développés dans le cadre d'un projet européen Raphaël.
Si la grande église abbatiale de Cluny existait aujourd’hui dans son intégrité, les élèves de l’École nationale supérieure d’arts et métiers n’auraient pu, en 1988, former le projet de sa reconstruction dans cette version informatique qui allait aboutir, un peu plus tard en 1990, à un film d’images de synthèse connu et diffusé sous le titre « Cluny III, images de pierres ». Plus de neuf cents ans après la pose de la première pierre, nous pouvons la redécouvrir, en mesurer l’ampleur et l’harmonie, permettre aux historiens, aux archéologues ou aux architectes de conduire et de vérifier leurs hypothèses et leurs travaux et à un vaste public, éclairé ou initié, d’en appréhender le pourquoi et le comment : mouvement perpétuel et indissociable de l’histoire et de la technique liées l’une à l’autre, indifféremment au gré de l’opportunité et des moyens du moment. Ce type de réalisation avait déjà montré les possibilités de la modélisation avec les temples de Karnak et de Louxor, les ponts de Paris, la Bastille ou la cathédrale de Westminster. Ce procédé est devenu un formidable vecteur de découverte, d’évolution de la connaissance et de communication » (Père Christian, « L’abbaye de Cluny », Cluny, École nationale supérieure d’Arts et Métiers, 1996).
Plus illusoires encore, la mise en place d'images interactives permet d'immerger totalement le spectateur dans un univers virtuel, avec une vision en relief à 360 degrés. 
La publicité et les clips ont inauguré des procédés de trucages et d'effets spéciaux que l'on trouve désormais dans les films de fiction. La « trucanumérique » est un ordinateur qui permet des effets spéciaux repérables et d'autres imperceptibles.
Certains procédés synthétiques permettent aussi la multiplication des interfaces entre différents types d'images, comme l'introduction d'images de synthèses dans les décors « réels » et vice- versa.
L'hologramme, cette image laser en trois dimensions, fait aussi partie de ces nouvelles images déconcertantes par son aspect réaliste d'une part mais aussi, en même temps, par son aspect fantomatique de double parfait, flottant, comme en suspension. Ces « nouvelles images » sont appelées aussi des images « virtuelles » dans la mesure où elles proposent des mondes simulés, imaginaires, illusoires. Or cette expression d'image « virtuelle » n'est pas neuve et désigne en optique, une image produite par la prolongation des rayons lumineux : l'image dans la source ou dans le miroir par exemple. Seuls Narcisse, Alice ou Orphée, jusqu'à présent étaient passés de l'autre côté du miroir.